# Archives nationales d'Indonésie
 (septembre 2024).
La mise en forme du texte ne suit pas les recommandations de Wikipédia : il faut le « wikifier ».
Les points d'amélioration suivants sont les cas les plus fréquents. Le détail des points à revoir est peut-être précisé sur la page de discussion.
- Les titres sont pré-formatés par le logiciel. Ils ne sont ni en capitales, ni en gras.
- Le texte ne doit pas être écrit en capitales (les noms de famille non plus), ni en gras, ni en italique, ni en « petit »…
- Le gras n'est utilisé que pour surligner le titre de l'article dans l'introduction, une seule fois.
- L'italique est rarement utilisé : mots en langue étrangère, titres d'œuvres, noms de bateaux, etc.
- Les citations ne sont pas en italique mais en corps de texte normal. Elles sont entourées par des guillemets français : « et ».
- Les listes à puces sont à éviter, des paragraphes rédigés étant largement préférés. Les tableaux sont à réserver à la présentation de données structurées (résultats, etc.).
- Les appels de note de bas de page (petits chiffres en exposant, introduits par l'outil «  Source ») sont à placer entre la fin de phrase et le point final[comme ça].
- Les liens internes (vers d'autres articles de Wikipédia) sont à choisir avec parcimonie. Créez des liens vers des articles approfondissant le sujet. Les termes génériques sans rapport avec le sujet sont à éviter, ainsi que les répétitions de liens vers un même terme.
- Les liens externes sont à placer uniquement dans une section « Liens externes », à la fin de l'article. Ces liens sont à choisir avec parcimonie suivant les règles définies. Si un lien sert de source à l'article, son insertion dans le texte est à faire par les notes de bas de page.
- La présentation des références doit suivre les conventions bibliographiques. Il est recommandé d'utiliser les modèles {{Ouvrage}}, {{Chapitre}}, {{Article}}, {{Lien web}} et/ou {{Bibliographie}}. Le mode d'édition visuel peut mettre en forme automatiquement les références.
- Insérer une infobox (cadre d'informations à droite) n'est pas obligatoire pour parachever la mise en page.

Pour une aide détaillée, merci de consulter Aide:Wikification.
Si vous pensez que ces points ont été résolus, vous pouvez retirer ce bandeau et améliorer la mise en forme d'un autre article.

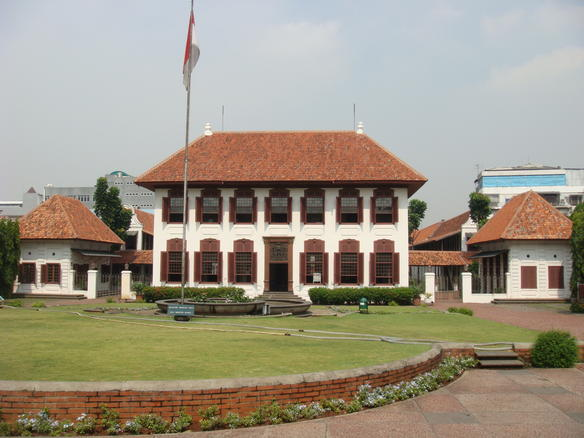
L'ancien bâtiment des Archives nationales à Jalan Gajah Mada.

Les Archives nationales d'Indonésie (indonésien : Arsip Nasional Republik Indonesia, ANRI) est l'institution gouvernementale non ministérielle d'Indonésie chargée de collecter et sauvegarder les archives nationales indonésiennes. Elles abritent la plus grande collection d'archives liée à la Compagnie néerlandaise des Indes orientales (VOC). En 2003, l’Indonésie a présenté une soumission conjointe au Registre Mémoire du monde de l’ UNESCO avec les Pays-Bas, l’Afrique du Sud et le Sri Lanka pour leurs collections d’archives liées à la VOC. La collection des Archives nationales trouve son origine dans le travail de Jacob Anne van der Chijs, nommé premier archiviste des Indes orientales néerlandaises en 1892 par le gouvernement colonial.

## Histoire
Au début de la présence néerlandaise en Indonésie, la tâche de gestion des archives incombait au Secrétariat général du gouvernement colonial. Les archives ont reçu peu d’attention durant cette période et étaient souvent mal entretenues, ce qui a entraîné une accumulation de matériel et des dommages causés par les insectes. Au cours de la période d'interrègne (1811-1816) résultant des guerres napoléoniennes, les Britanniques prirent le contrôle de l'administration des Indes orientales néerlandaises. La maintenance des archives incomba au bibliothécaire de la Royal Batavian Society of Arts and Sciences . Le 19 février 1819, les archives furent rendues à la gestion du Secrétariat général et restèrent sous sa juridiction jusqu'en 1892.
En 1860, Jacob Anne van der Chijs et Henry David Levyssohn Norman furent chargés d'enquêter sur les archives existantes. Au cours des années suivantes, 15 coffres contenant des documents d'archives ont été transportés aux Archives nationales des Pays-Bas. Les projets d'envoyer tout le matériel à l'étranger furent bloqués par la Société Batave, et une commission fut chargée en 1872 de déterminer quels documents suffisamment importants pour être conservés seraient transférés à la Société. En 1880, Van der Chijs fut chargé de créer le premier catalogue de collection des archives, qui fut finalement publié deux ans plus tard. La collection contenait 18 387 articles et les travaux ont commencé pour les classer et les numéroter définitivement.
Van der Chijs fut nommé premier archiviste des Indes le 28 janvier 1892 par décret gouvernemental. Bien que van der Chijs considérait son travail comme provisoire, ses successeurs n'ont pas poursuivi le travail de documentation des archives de la VOC. En 1925, la collection fut transférée dans l'ancienne propriété de campagne du gouverneur général Reynier de Klerck, où elle resta intacte pendant la période d'occupation japonaise. Lorsque les Néerlandais transférèrent la souveraineté des Indes à l'Indonésie en 1949, les collections furent remises aux Archives nationales actuelles. Ils ont finalement été transférés vers le nouvel emplacement des Archives nationales en 1975.

## Collection
L'Indonésie possède la plus grande collection d'archives au monde liée à la Compagnie néerlandaise des Indes orientales, avec des documents datant de 1612 à 1811. La collection englobe près de la moitié des archives de la VOC dans le monde, avec un total de 15 000 entrées sur 1 800 mètres carrés d'espace de stockage. En 2003, une candidature conjointe visant à inclure les archives combinées de la Compagnie néerlandaise des Indes orientales dans le Registre de la Mémoire du monde avec les Pays-Bas, l'Afrique du Sud et le Sri Lanka a été soumise à l'UNESCO et approuvée par celle-ci.